# Irish League 1947-1948
L'Irish League 1947-1948 è stata la 47ª edizione della prima divisione del campionato nordirlandese di calcio.
Il campionato era formato da dodici squadre e il Belfast Celtic vinse il titolo. Non vi furono retrocessioni.

## Classifica finale
| Pos. | Squadra          | G  | V  | N | P  | GF | GS | Punti |
| ---- | ---------------- | -- | -- | - | -- | -- | -- | ----- |
| 1    | Belfast Celtic   | 22 | 19 | 1 | 2  | 84 | 26 | 39    |
| 2    | Linfield         | 22 | 15 | 5 | 2  | 55 | 19 | 35    |
| 3    | Ballymena United | 22 | 10 | 7 | 5  | 52 | 38 | 27    |
| 4    | Distillery       | 22 | 12 | 2 | 8  | 35 | 32 | 26    |
| 5    | Glentoran        | 22 | 9  | 8 | 5  | 44 | 29 | 26    |
| 6    | Coleraine        | 22 | 8  | 6 | 8  | 48 | 46 | 22    |
| 7    | Glenavon         | 22 | 8  | 6 | 8  | 45 | 45 | 22    |
| 8    | Ards             | 22 | 7  | 4 | 11 | 37 | 54 | 18    |
| 9    | Cliftonville     | 22 | 7  | 4 | 11 | 36 | 47 | 18    |
| 10   | Bangor           | 22 | 6  | 4 | 12 | 36 | 55 | 16    |
| 11   | Portadown        | 22 | 3  | 3 | 16 | 31 | 60 | 9     |
| 12   | Derry City       | 22 | 2  | 2 | 18 | 18 | 70 | 6     |

G = Partite giocate; V = Vittorie; N = Nulle/Pareggi; P = Perse; GF = Goal fatti; GS = Goal subiti; 